# José Ticul Álvarez Solórzano
José Ticul Álvarez Solórzano (* 26. Februar 1935 in Mexiko-Stadt; † 16. Oktober 2001 ebenda), häufig als Ticul Álvarez  zitiert, war ein mexikanischer Wirbeltierzoologe.

## Leben
Álvarez war der Sohn des renommierten mexikanischen Ichthyologen José Álvarez del Villar und seiner Frau Felisa Solórzano Dávalos, die als Krankenschwester tätig war. Er studierte Biologie an der Escuela Nacional de Ciencias Biológicas am Instituto Politécnico Nacional. 1959 legte er seine Licenciatura mit der Arbeit Catálogo y claves para los roedores mexicanos ab und erhielt eine lobende Erwähnung.
1962 erwarb er unter der Leitung von E. Raymond Hall seinen Master of Science an der University of Kansas mit der Arbeit The Recents Mammals of Tamaulipas, México, die zu der Zeit die erste und einzige monografische Arbeit eines mexikanischen Forschers über die Säugetiere eines mexikanischen Bundesstaates war.
Kurz darauf arbeitete er, ohne den Kontakt zum University of Kansas Natural History Museum zu verlieren, einen Teil seiner Zeit in der Säugetierabteilung des Instituts für Biologie der Universidad Nacional Autónoma de México.
Bis 1963 war er Forscher an der Abteilung für Vorgeschichte des Nationalen Instituts für Anthropologie und Geschichte, wo er das Labor für Paläozoologie gründete. Bis wenige Wochen vor seinem Tod setzte er seine Forschungen im Bereich der Archäozoologie und Paläozoologie fort.
Von 1963 bis zu seinem Tod gehörte er dem Labor für Landwirbeltiere der Escuela Nacional de Ciencias Biológicas an. Er war mehr als 30 Jahre lang Hochschulprofessor und unterrichtete in 10 verschiedenen Studiengängen, sowohl am Instituto Politécnico Nacional als auch an anderen Einrichtungen. Er betreute mehr als 30 Bachelor- und Masterarbeiten in der Wissenschaft.
Als Forscher veröffentlichte er mehr als 130 Artikel in verschiedenen nationalen und internationalen Fachzeitschriften und etwa 26 Bücher oder Buchkapitel in den Bereichen Paläozoologie, Mammalogie und Herpetologie.
Álvarez spielte eine bedeutende Rolle in der mammalogischen und herpetologischen Forschung in Mexiko. Auf sein Konto geht die Erstbeschreibung von 18 neuen Taxa rezenter und fossiler Wirbeltiere aus Mexiko, darunter Spermophilus adocetus infernatus, Spermophilus spilosoma oricolus, Cratogeomys goldmani maculatum, Orthogeomys hispidus latirostris, Lepidophyma chicoasensis, Lepidophyma tarascae, Sceloporus mikeprestoni, Isthmura boneti und Baiomys intermedius.
Álvarez gründete, unterhielt und förderte die Sammlungen für Mammalogie, Herpetologie und Ornithologie der Escuela Nacional de Ciencias Biológicas. Die Säugetiersammlung wurde im Katalog der American Society of Mammalogists als eine der 20 bedeutendsten in Amerika und die zweitbedeutendste in Mexiko erwähnt. Sie wurde auch von der Society for the Study of Amphibians and Reptiles (SSAR) sehr positiv kommentiert. Diese Sammlungen gehören zu den bedeutendsten in Mexiko und Lateinamerika, nicht nur wegen der Anzahl der Exemplare, sondern auch wegen ihrer wissenschaftlichen Qualität, der Ordnung und dem Grad der Aktualisierung sowie ihrer Instandhaltung. Álvarez zwar auch der Begründer der Osteologie- und Molluskensammlungen der gegenwärtigen Unterabteilung für Laboratorien und akademische Unterstützung des Nationalen Instituts für Anthropologie und Geschichte Mexikos.
Álvarez war aktives Mitglied mehrerer nationaler und internationaler wissenschaftlicher Gesellschaften. Er wurde bei verschiedenen Gelegenheiten von der National Science Foundation in den Vereinigten Staaten ausgezeichnet und erhielt Stipendien. Am Instituto Politécnico Nacional arbeitete er im Führungsgremium der Kommission zur Förderung akademischer Aktivitäten. Er wurde mit der Lázaro-Cárdenas-Medaille ausgezeichnet, erhielt den Forschungspreis und die Ernennung zum Professor Emeritus der Escuela Nacional de Ciencias Biológicas.
1988 wurde er vom Consejo Cultural Mundial mit der Presea al Mérito Científico geehrt, einer Auszeichnung, die zum ersten Mal an einen Absolventen des Instituto Politécnico Nacional und an einen Mexikaner verliehen wurde.
Er war Mitglied des Redaktionsausschusses der Zeitschrift Acta Zoológica Mexicana seit dem Beginn der Neuen Reihe im Jahr 1984.
1980 verlor er innerhalb weniger Monate sein Augenlicht aufgrund einer Diabeteserkrankung, von der er seit seiner Jugend betroffen war. Trotz dieser Herausforderung fand er zurück in seinen Arbeitsrhythmus und arbeitete bis kurz vor seinem Tod weiter. Die Erblindung führte zur Entwicklung neuer kognitiver Fähigkeiten und zwang ihn, sich in bisher unbekannte Lebensbereiche einzuarbeiten, was eine signifikante Anpassungsleistung erforderte.
Ticul Álvarez verstarb am Morgen des 16. Oktober 2001.

## Dedikationsnamen
- Alvarez-Samtfledermaus (Molossus alvarezi)
- Atyphloceras multidentatus alvarezi
- Orthogeomys grandis alvarezi
- Hooperella alvarezi
- Bipes alvarezi (Synonym von Bipes canaliculatus)